# اوسوالدو ایبارا
اوسوالدو ایبارا (انگلیسی: Oswaldo Ibarra؛ زادهٔ ۸ سپتامبر ۱۹۶۹) یک بازیکن فوتبال اهل اکوادور است.
وی همچنین در تیم ملی فوتبال اکوادور بازی کرده‌است.